# Schloss Hradec nad Moravicí
Das Schloss Hradec nad Moravicí (deutsch Schloss Grätz) liegt in Hradec nad Moravicí (Grätz) im Okres Opava in Tschechien.

## Geschichte

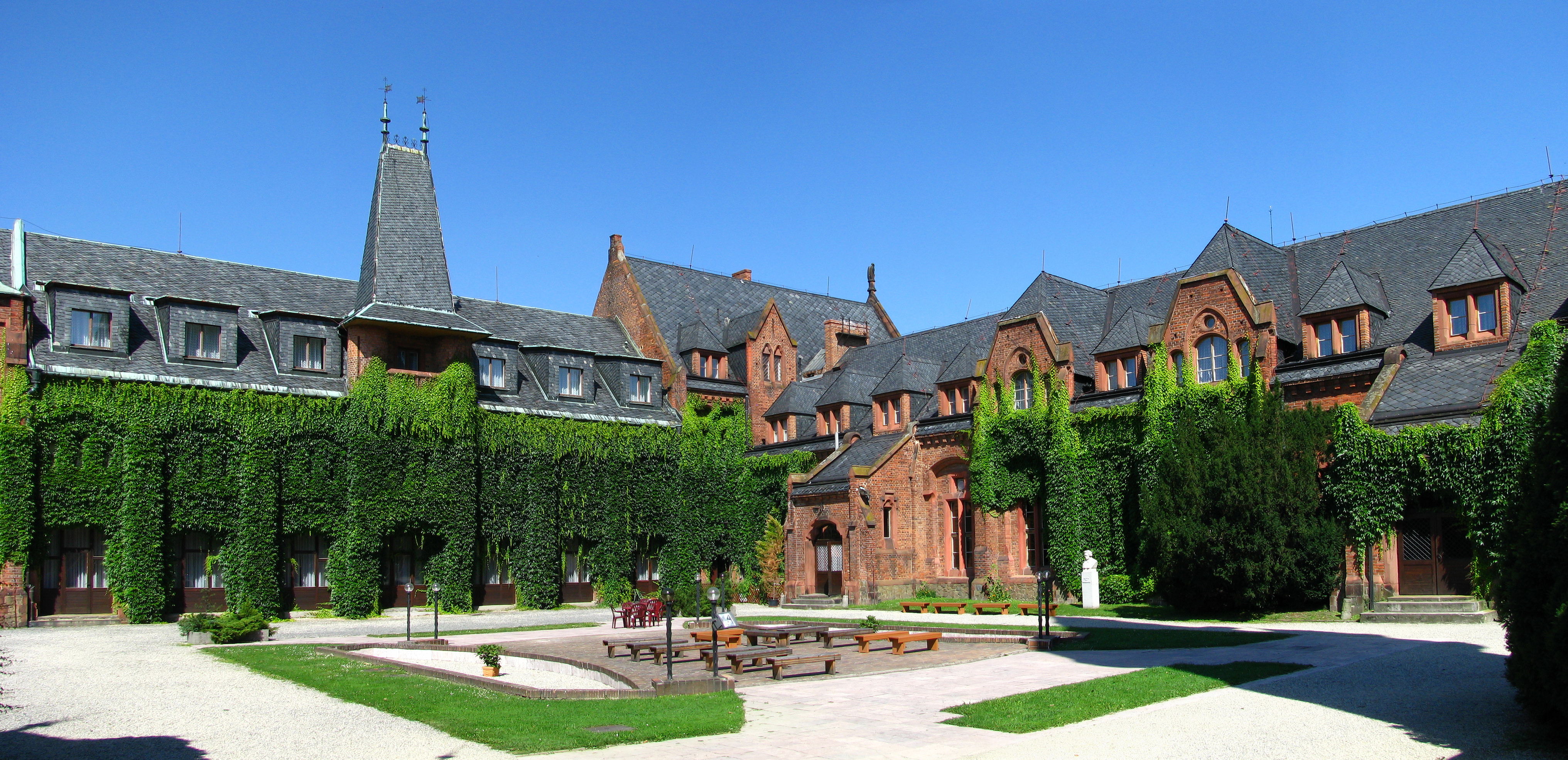
Schloss Hradec

Die Burg Hradec entstand auf einem Felsvorsprung über die Mohra, an dem sich bereits im 8./9. Jahrhundert eine slawische Siedlung befand. Später wurde an der Stelle eine erstmals 1060 erwähnte befestigte Burgstätte errichtet, von der aus der Verbindungsweg nach Polen überwacht wurde. Ende des 12. Jahrhunderts war die Burg ein Verwaltungszentrum des Stammesgebietes der Holaschitzer. Nach 1275 wurde hier eine steinerne Burg mit einem großen Turm errichtet, auf der ab 1280 Kunigunde von Halitsch, Witwe des Königs Ottokar II. Přemysl, mit ihrem heimlichen Geliebten Zawisch von Falkenstein, den sie zum Burggrafen ernannte, lebte. Nach Kunigundes Tod 1285 gelangte die landesherrliche Burg zusammen mit Troppau an Ottokar II. Přemysls unehelichen Sohn Nikolaus I., für den das Herzogtum Troppau begründet wurde. Die Burg diente nun als Residenz des Troppauer Zweigs der Přemysliden. Ihre Bedeutung verlor sie erst Anfang des 15. Jahrhunderts, als das Troppauer Schloss errichtet wurde, auf dem die Herzöge nun residierten.
Ende des 16. Jahrhunderts nahm Kaspar Proskowski von Proskau bedeutende Umbauten an der mittelalterlichen Burg vor. Beendet wurden diese erst nach dem Dreißigjährigen Krieg. Damals war die Burg von den Schweden besetzt und von den Kaiserlichen unter Georg von Proskowsky wieder erobert. Im Zweiten Schlesischen Krieg besetzten im März 1745 preußische Truppen unter Balthasar Friedrich von der Goltz die Burg. 1778 erwarb Fürst Lichnowsky die Burg, der sie 1796 im Empirestil zu einem Schloss umbauen ließ. In der zweiten Hälfte des 19. Jahrhunderts erstellte F. Händel das so genannte „Rote Schloss“, welches einer altdeutschen mittelalterlichen Burg ähnelte, sowie an der Südseite den „Weißen Turm“. Die Inneneinrichtung erinnert unter anderem an die Aufenthalte bedeutender Persönlichkeiten der Musikwelt, wie z. B. Ludwig van Beethoven und Franz Liszt.

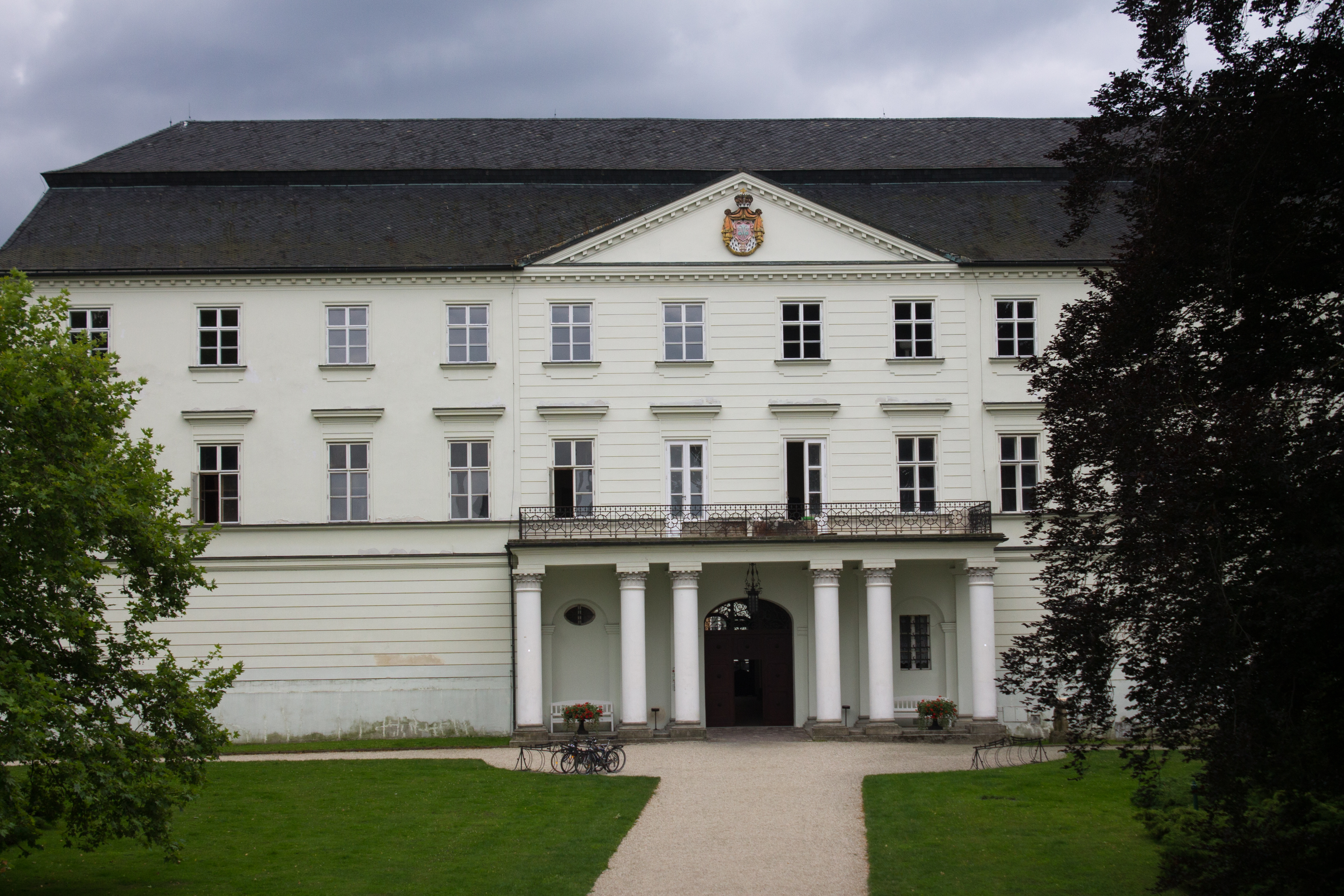
Das Weiße Schloss
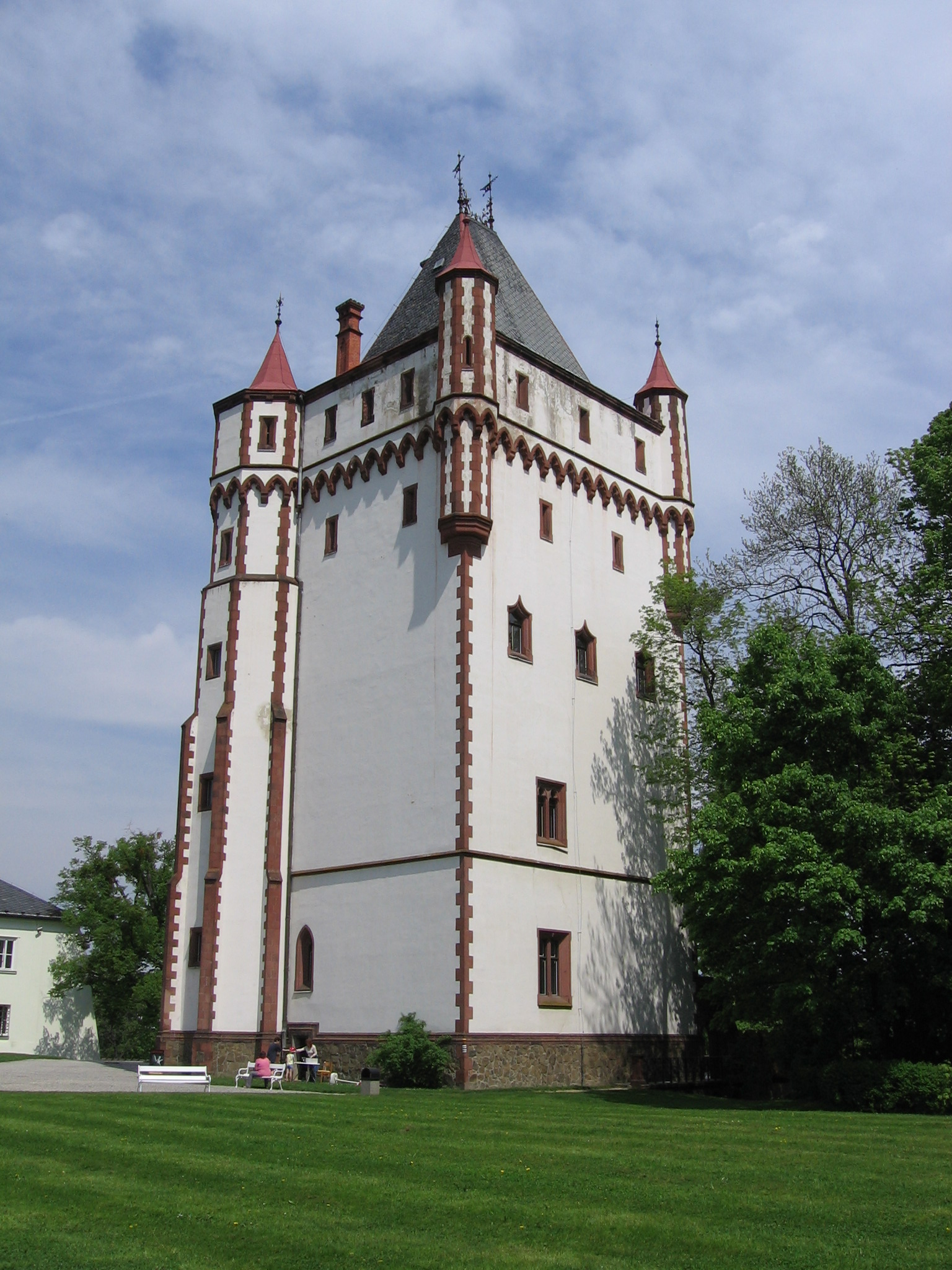
Der Weiße Turm
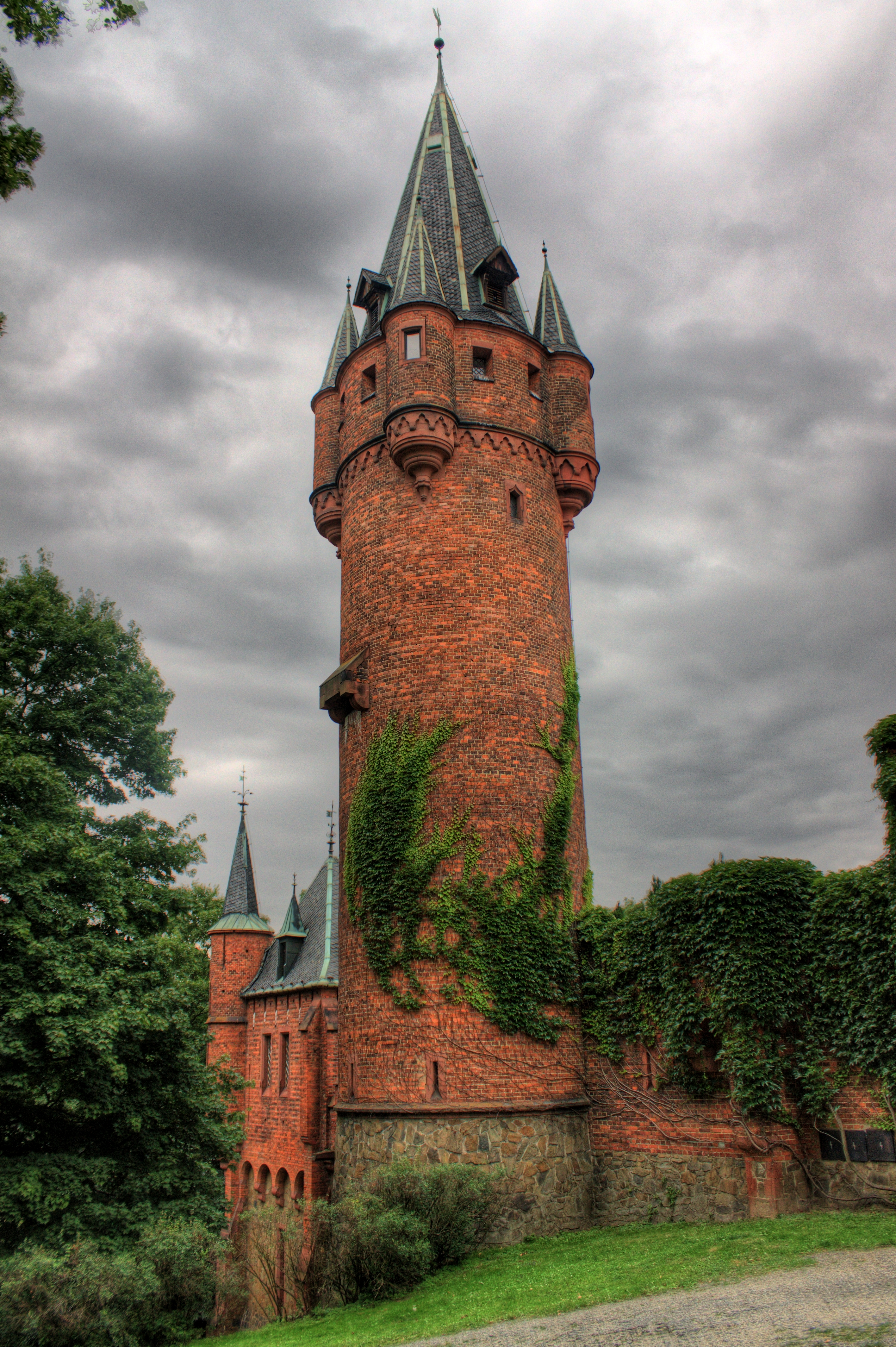
Uhrturm
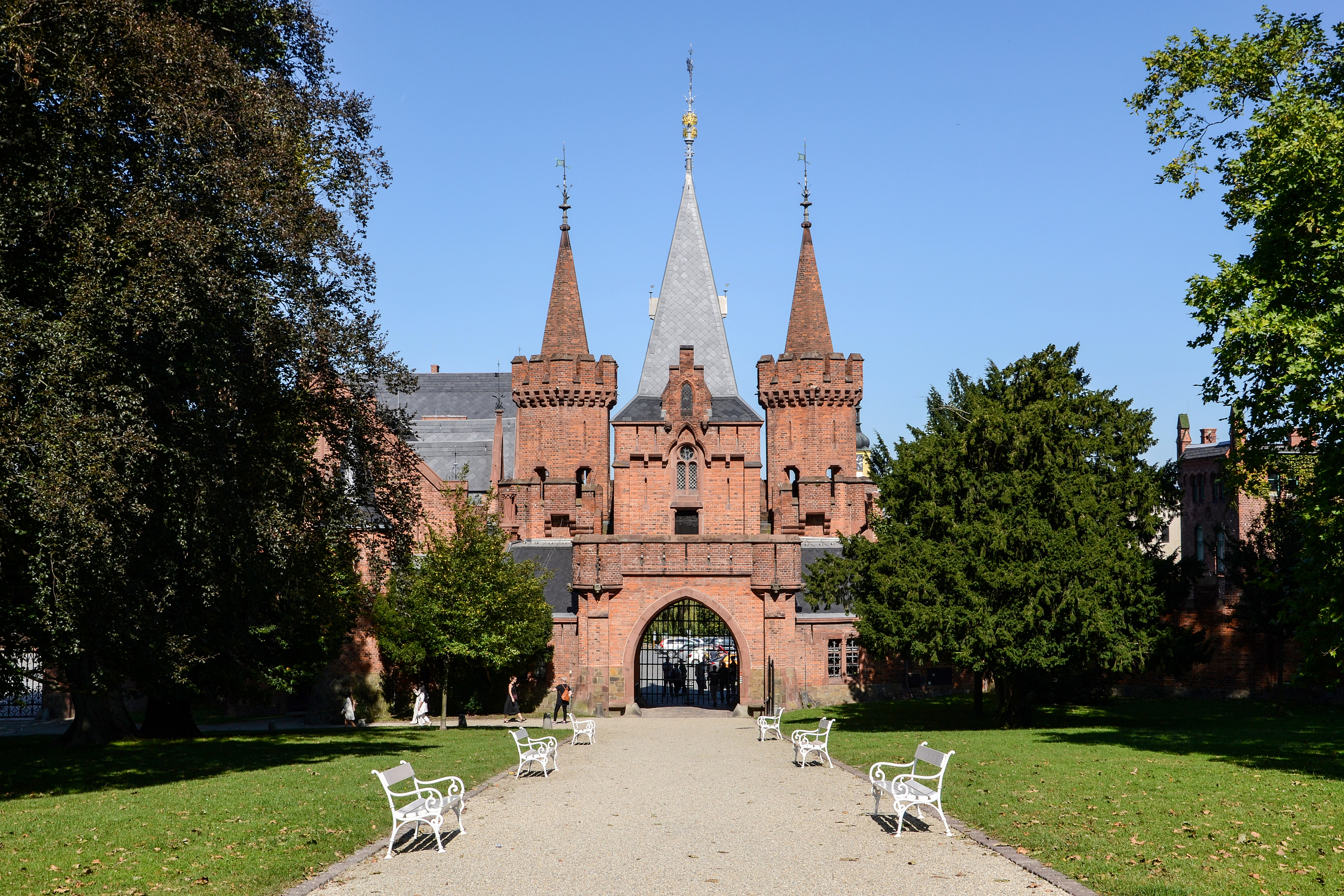
Eingangstor